# Lisa Williams
Lisa Michelle Williams (nascida em 19 de junho de 1973) é uma autoproclamada médium e vidente britânica. Ela também é autora, conhecida por suas aparições na televisão no Reino Unido e nos Estados Unidos.

## Carreira
Williams estrelou dois programas na Lifetime: Lisa Williams: Life Among the Dead (2006–2007) e Lisa Williams: Voices From the Other Side (2008).
Williams também apareceu no Deal or No Deal quando o episódio foi ao ar na NBC em 31 de março de 2008. Ela também fez uma aparição especial em um dos outros programas da Lifetime, America's Psychic Challenge.

## Recepção crítica
Em 21 de junho de 2019, a personalidade da mídia e cético Alistair MacLauchlan apresentou sua análise de Williams na terceira parte de quatro investigações mediúnicas que conduziu na Escócia. Ele compareceu a um dos eventos de mediunidade de William em Edimburgo. Ele relatou que, em sua declaração de abertura, Williams perguntou quantas pessoas estavam presentes para a perícia. Um dos seminários no dia seguinte foi sobre perícia, analisando evidências fornecidas por espíritos e percepção extrassensorial. De acordo com MacLauchlan, embora casos de pessoas desaparecidas amplamente divulgados tendam a atrair muitos médiuns que os utilizam como meio de construir seu portfólio, a maioria das autoridades policiais não reconhece seu envolvimento.
Sobre seu evento, ele diz que, ao iniciar a discussão, Williams preparou o público, dizendo que eles deveriam "pensar fora da caixa" e fazer conexões com as mensagens que ela afirma receber dos mortos, pois elas podem ser confusas. MacLauchlan relatou ainda que ela continuou com táticas básicas de leitura a frio, chegando a falar com um cachorro que havia falecido. MacLauchlan concluiu o artigo dizendo que, embora Williams tenha uma boa presença de palco para construir empatia com o público, ela usa palpites improvisados de um público preparado, disparando perguntas e, em seguida, selecionando as reações que se encaixam em sua narrativa.

## Vida pessoal
Em 30 de outubro de 2004, Williams casou-se com Kevin Harris. Eles se mudaram para Los Angeles, enquanto ela produzia seus programas de TV. Em seu programa Hay House Radio, em 9 de dezembro de 2009, Williams anunciou que ela e Kevin estavam se separando. Williams mantinha um relacionamento com uma parceira, mas depois se tornou solteira e morou no interior do estado de Nova York com o filho e seus dois cachorros.